# كأس أبطال الكؤوس الآسيوية 1990–91
كانت بطولة كأس أبطال الكؤوس الآسيوية 1990–91 النسخة الأولى من المنافسة القارية لكرة القدم لأبطال الكؤوس المحلية من الدول الأعضاء في الاتحاد الآسيوي لكرة القدم. تم تتويج برسبوليس الإيراني باللقب بعد تغلبه على المحرق البحريني 1–0 في النهائي الذي أقيم من مواجهتين.
أعلن سبع عشر فريقاً عن رغبتهم في المشاركة، لكن هذا العدد لم يكتمل بعد انسحاب عدد من الأندية قبل بدء المباريات.

## الدور الأول
| الفريق الأول            | إجم.    | الفريق الثاني | مباراة الذهاب | مباراة الإياب |
| ----------------------- | ------- | ------------- | ------------- | ------------- |
| بنجاب                   | 2–13    | برسبوليس      | 2–4           | 0–9           |
| الفيصلي                 | (ا/س)1  | القادسية      |               |               |
| محمدان                  | (ا/س)2  | ريناون        |               |               |
| كراما يودا تيغا بيرليان | 3–3 (خ) | غيلانغ        | 1–1           | 2–2           |
| موهون باغان             | 0–5     | داليان        | 0–1           | 0–4           |
| فنجاء                   | 1–3     | العربي        | 1–3           | 0–0           |
| المحرق                  | 8–1     | النجمة        | 5–1           | 3–0           |
| دايوو رويالز            | اعفاء   |               |               |               |
| الشباب                  | اعفاء   |               |               |               |
| الهلال                  | اعفاء   |               |               |               |

1 انسحب القادسية.

2 انسحب ريناون.

## الدور الثاني
| الفريق الأول            | إجم.   | الفريق الثاني | مباراة الذهاب | مباراة الإياب |
| ----------------------- | ------ | ------------- | ------------- | ------------- |
| برسبوليس                | (ا/س)1 | دايوو رويالز  |               |               |
| الهلال                  | 9–1    | محمدان        | 7–0           | 2–1           |
| كراما يودا تيغا بيرليان | 2      | داليان        |               |               |
| الفيصلي                 | 0–2    | الشباب        | 0–1           | 0–1           |
| العربي                  | 1–4    | المحرق        | 1–0           | 0–4           |

1 انسحب دايوو رويالز.

2 انسحب كل من كراما يودا تيغا بيرليان وداليان؛ تم شطب المواجهة.

## نصف النهائي
| الفريق الأول | إجم. | الفريق الثاني | مباراة الذهاب | مباراة الإياب |
| ------------ | ---- | ------------- | ------------- | ------------- |
| الهلال       | 0–1  | برسبوليس      | 0–0           | 0–1           |
| المحرق       | 3–2  | الشباب        | 1–0           | 2–2           |

## النهائي
| الفريق الأول | إجم. | الفريق الثاني | مباراة الذهاب | مباراة الإياب |
| ------------ | ---- | ------------- | ------------- | ------------- |
| المحرق       | 0–1  | برسبوليس      | 0–0           | 0–1           |

### مباراة الذهاب
| المحرق | 0–0 | برسبوليس |
| ------ | --- | -------- |
|        |     |          |

### مباراة الإياب
| برسبوليس           | 1–0 | المحرق |
| ------------------ | --- | ------ |
| محمد حسن أنصاريفرد |     |        |

## البطل
| كأس أبطال الكؤوس الآسيوية 1990–91 |
| --- |
| برسبوليس اللقب الأول |
| نادر باقري، سعيد عزيزيان، محمد بنجعلي، محمد حسن أنصاريفرد، فرشاد بيوس، مجتبى محرمي، مرتضى فنوني زاده، حسين عبدي، حميد درخشان، فرامرز هداوند ميرزائي، محسن عاشوري، مرتضى كرماني مقدم، ناصر محمدخاني، فريبرز مرادي، سعيد نعيم آبادي، حميد روزبهاني، منوشهر عبد الله نجاد |
| المدرب: علي بروين |